# July (hudební skupina)
July byla anglická psychedelicky rocková skupina, zeložená v Ealingu v roce 1968. V roce 1969 se rozpadla.. Tom Newman později spolupracoval s Mikem Oldfieldem.

## Diskografie
- July (1968)

## Sestava z 60. let
- Tom Newman - zpěv, rytmická kytara
- Tony Duhig - sólová kytara, varhany
- Jon Field - zpěv, varhany, flétna
- Chris Jackson - bicí, varhany
- Alan James - baskytara